# Manuel Torres Reina
Manuel Torres Reina, llamado Bombita III (Tomares, 13 de marzo de 1884-Valencia, 10 de octubre de 1936), fue un torero español.

## Novillero
Era aún un chiquillo cuando se vistió por primera vez el traje de luces para torear en la plaza de toros de Sanlúcar de Barrameda, el 9 de octubre de 1898.
Posteriormente y durante nueve años, participó en numerosas novilladas sin grandes cosas que anotar en su labor.

## Torero
Tomó la alternativa en San Sebastián, de manos de su hermano Ricardo Torres "Bombita", el 15 de septiembre de 1907. Al domingo siguiente la confirmó en Madrid, con toros de Benjumea y actuando con Regaterín.
Se mantuvo en el escalafón hasta 1917, año en que se retiró de los toros en Sevilla.

## Características
Fue un torero mediano, que tuvo un momento, el de la aparición de Joselito en los ruedos, en que parece hizo un esfuerzo para ayudar a su hermano a sostener la competencia. La feria famosa de Sevilla de 1913, con la competencia entre los Bombas y los Gallos dejó memoria en los aficionados.